# カロ (飲料)

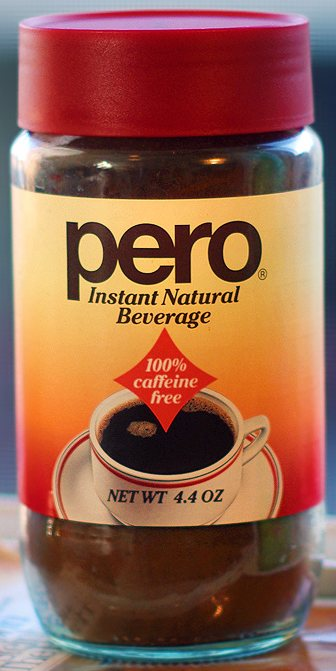
米国ではPeroとして販売される。

カロ (Caro) は、穀物飲料のブランド名である。一般的にコーヒーの代用品と考えられている。ネスレが製造し、1954年に西ドイツで初めて販売された。現在では、ヨーロッパ全体の他、ニュージーランドやオーストラリアでも入手できる。アメリカ合衆国にもPeroという名前で輸入されている。カロという名前は、フランス語でトランプのダイヤモンド（商品のロゴにも描かれている）を表すという言葉と音が似ている。

## 成分
カロは、ローストしたオオムギ、麦芽、チコリー、ライムギからできた可溶性の固体である。
健康食品店やスーパーマーケットで購入できる。カロ・インスタントは粉末状で50g入り、カロ・エクストラは顆粒状で200g入りである。

## 栄養素
| 100g当たりの栄養素 | 100g当たりの栄養素 |
| ------------------ | ------------------ |
| 熱量               | 1225kJ / 256kcal   |
| タンパク質         | 5.5g               |
| 炭水化物           | 60g                |
| 脂質               | 0.3g               |